# Valerij Kirienko
Valerij Viktorovič Kirienko (in russo Валерий Викторович Кириенко?; Murmansk, 13 febbraio 1965) è un ex biatleta russo.
Prima della dissoluzione dell'Unione Sovietica (1991), ha gareggiato per la nazionale sovietica; ai XVI Giochi olimpici invernali di Albertville 1992 ha fatto parte della squadra unificata.

## Biografia
In Coppa del Mondo ottenne il primo risultato di rilievo il 20 dicembre 1986 a Hochfilzen (22°) e il primo podio l'11 dicembre 1993 a Bad Gastein (3°).
In carriera prese parte a due edizioni dei Giochi olimpici invernali, Albertville 1992 (5° nella sprint, 11° nell'individuale, 2° nella staffetta) e Lillehammer 1994 (16° nella sprint, 35° nell'individuale, 2° nella staffetta), e a tre dei Campionati mondiali, vincendo tre medaglie.

## Palmarès

### Olimpiadi
- 2 medaglie:
  - 2 argenti (staffetta ad Albertville 1992; staffetta[2] a Lillehammer 1994)

### Mondiali
- 3 medaglie:
  - 3 argenti (staffetta[2], gara a squadre[2] a Borovec 1993; gara a squadre[2] a Canmore 1994)

### Coppa del Mondo
- Miglior piazzamento in classifica generale: 4º nel 1994
- 3 podi (tutti individuali[1]), oltre a quelli ottenuti in sede olimpica e iridata e validi anche ai fini della Coppa del Mondo:
  - 1 secondo posto
  - 2 terzi posti

### Campionati sovietici
- 1 oro (individuale nel 1991)[3]